# محافظة النبهانية
محافظة النبهانية هي محافظة سعودية تابعة لمنطقة القصيم في السعودية. تقع المحافظة في الجزء الغربي لمنطقة القصيم في المملكة العربية السعودية شرق جبل أبان الأسمر وتعتبر من أكبر المحافظات إدارياً في المنطقة حيث يتبعها أكثر من 23 مركزاً ومائة قرية وهجرة. ويمر بجانبها وادي الرمة على بعد 5 كم. تبعد محافظة النبهانية عن مدينة بريدة 140 كلم، وعن محافظة الرس 50 كلم.

## التقسيمات الإدارية
تقع محافظة النبهانية في الجزء الغربي لمنطقة القصيم شرق جبال أبان الأسمر «الأسود قديماً» وتحديداً عند درجة العرض «26:51:25» ودرجة الطول «04:04:43» ويمر جنوبها وادي الرمة على بعد 5 كم وتبعد عن طريق القصيم - المدينة المنورة السريع (5) كم جنوباً.

### بلدية النبهانية
تأسس مجمع الخدمات القروية بمحافظة النبهانية عام 1399هـ وظل يخدم المحافظة والقرى التابعة لها حتى جاء أمر بترقيته إلى مستوى بلدية من فئة (د) بتاريخ 1 ربيع الأول 1425هـ وذلك نظراً لكثرة القرى التي تخدمها البلدية وتشمل أكثر من ( 127 ) مركزاً وقرية.
تقدم البلدية للمواطنين العدد من الخدمات من النظافة وصحة البيئة والسفلتة والإنارة والتشجير وإصدار الرخص الفنية والشهادات المهنية وتوزيع المنح ويرأسها حاليا عبد المحسن بن يوسف العمار.

### المراكز التابعة
- ثادج
- ابانات
- اللغفية
- البتراء
- الروضة
- عطا
- عطي
- الهمجه
- القيصومه
- خضراء
- الحنينية
- الزهيرية
- الصليبي
- البصيري
- الركنة
- الخطيم
- رفايع اللهيب
- مطربة
- البعجاء
- البديعة
- عريفجان ساحوق
- المرموثة
- الطرفية الغربية
- الجرذاوية
- فياضة سواج
- دوبح
- وادي النخيل
- رفايع الحميمة
- رفايع الحجرة
- الغضياء
- السلمات
- الأفيهد
- مظيفير
- الحمادة
- ثويدج

## الاقتصاد
تشتهر النبهانية بزراعة النخيل وخصوصاً السكري وتعتبر النبهانية الممول الرئيس للأسواق المجاورة الفائض من هذه الأسواق يصدر إلى مصنع التمور بالأحساء وتقدر الكمية المصدرة (100) طن سنوياً
المياه تعتبر شحيحة جداً بل نادرة لوقوع النبهانية في الدرع العربي أنشئ سد وادي المطلاع في عام 1403هـ بتكلفة إجمالية تقدر (12) مليون ريال تقريباً كما خدمت النبهانية بشبكة للمياه من الآبار المنشأة لسقي السكان علماً ان هذه الشبكة الآن لا تفي بمتطلبات الأهالي.

## عدد السكان
حسب إحصائية الهيئة العامة للإحصاء عام 1444هـ/ 2022م بلغ عدد سكان محافظة النبهانية مع المراكز والقرى التابعة لها كما يلي: 
| سعوديون | سعوديون | سعوديون | غير سعوديين | غير سعوديين | غير سعوديين | المجموع | المجموع | المجموع |
| ------- | ------- | ------- | ----------- | ----------- | ----------- | ------- | ------- | ------- |
| ذكور    | إناث    | مجموع   | ذكور        | إناث        | مجموع       | ذكور    | إناث    | مجموع   |
| 20,152  | 21,284  | 40,874  | 4140        | 562         | 5,684       | 25,274  | 21,284  | 46,558  |